# Рудник (гміна Сулковіце)
Рудник (пол. Rudnik) — село в Польщі, у гміні Сулковиці Мисленицького повіту Малопольського воєводства.
Населення — 3416 осіб (2011).

## Демографія
Демографічна структура станом на 31 березня 2011 року:
|          | Загалом | Допрацездатний вік | Працездатний вік | Постпрацездатний вік |
| -------- | ------- | ------------------ | ---------------- | -------------------- |
| Чоловіки | 1726    | 407                | 1180             | 139                  |
| Жінки    | 1690    | 381                | 1041             | 268                  |
| Разом    | 3416    | 788                | 2221             | 407                  |